# Artega GT
El Artega GT es un automóvil deportivo producido por el fabricante alemán Artega desde 2009 hasta 2012. El Artega GT es el primer y el único modelo de esta empresa en el mercado, fue mostrado en el Salón del Automóvil de Ginebra en 2008 y diseñado por el danés Henrik Fisker, quien también colaboró en el diseñó del Aston Martin Vantage.
Tiene dos plazas y está fabricado en aluminio y fibra de carbono reforzada para reducir el peso y dejarlo en sólo 1.100 kg. El motor, proveído por Volkswagen, es un VR6 de 3,6 L (3597 cc) con inyección directa, capaz de producir 300 CV. Acelera de 0 a 100 km/h en menos de 5 segundos, y su velocidad máxima supera los 270 km/h. La caja de cambios es una DSG semiautomática de 6 velocidades.
El Artega GT se vendió a un precio de 75.000 euros (100.000 dólares aproximadamente). El GT sé construyó en una nueva fábrica en Delbrück en el estado de Renania del Norte-Westfalia, Alemania con arranque de producción en octubre de 2008 y las ventas de comenzar en la primavera de 2009. La producción del Artega GT estaba limitada a 500 unidades por año, aunque la producción se suspendió después de aproximadamente 130 ejemplares producidos el 30 de septiembre de 2012. después que la compañía se declaró en bancarrota en julio de 2012 y la compañía ha sido comprada por la firma alemana y proveedora automotriz Paragon AG y actualmente no hay planes para reanudar la producción.

## Especificaciones técnicas

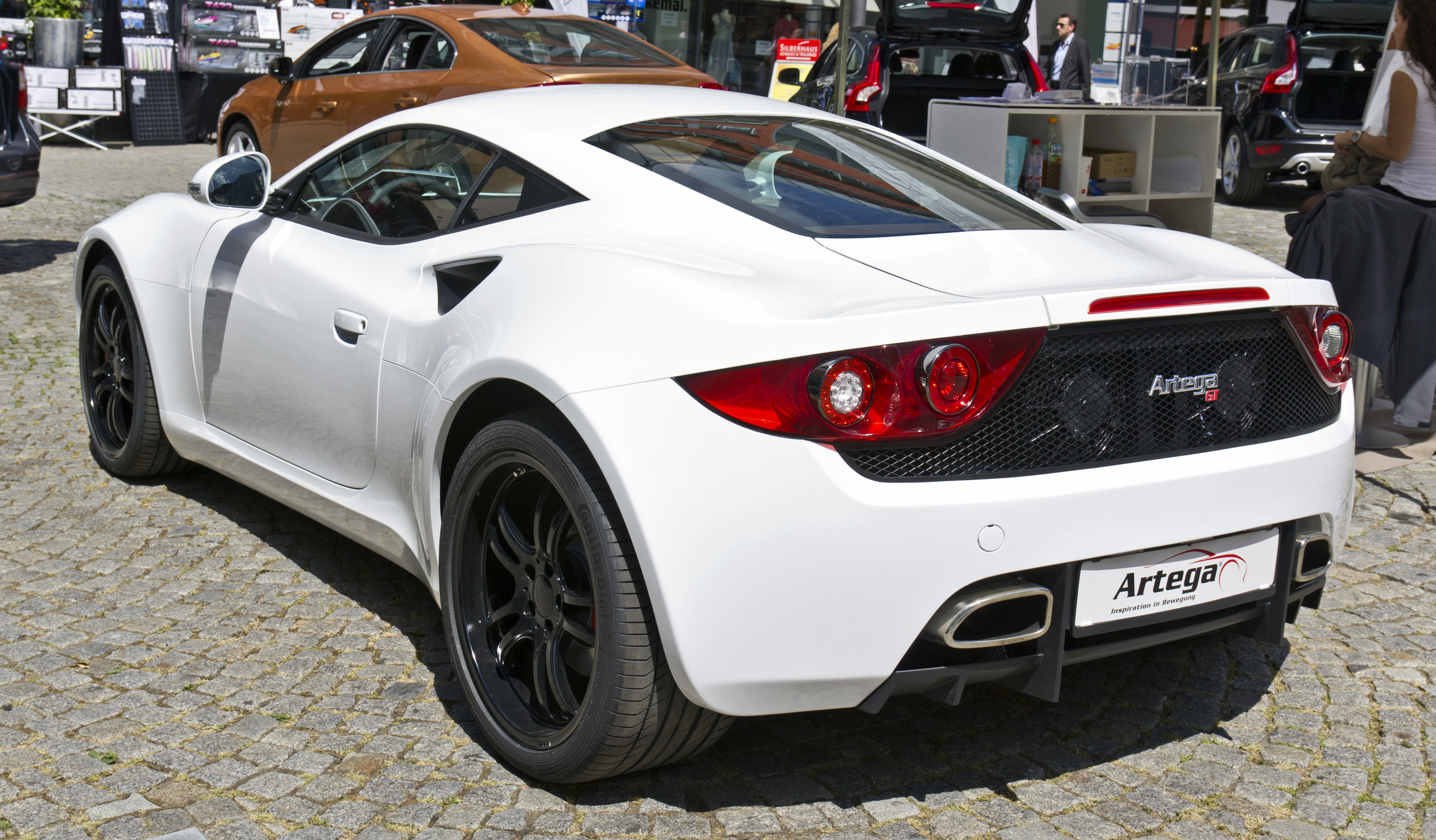
Artega GT (vista posterior).

- Estructura Marco de aluminio. Módulo trasero tubular de alta resistencia hecho con acero inoxidable.
- Carrocería Fibra de carbono reforzada con material compuesto de poliuretano.
- Motor VR6 trasero de inyección directa.
- Cilindrada 3597 cc (3.6 L)
- Potencia 296 HP @ 6600 rpm
- Torque 260 Lb·ft @ 2400 rpm
- Tracción Trasera
- Transmisión 6 velocidades con cambio directo (direct-shift)
- Aceleración 0 a 100 km/h 4.6 segundos
- Velocidad máxima más de 274 km/h